# Roy Kerr

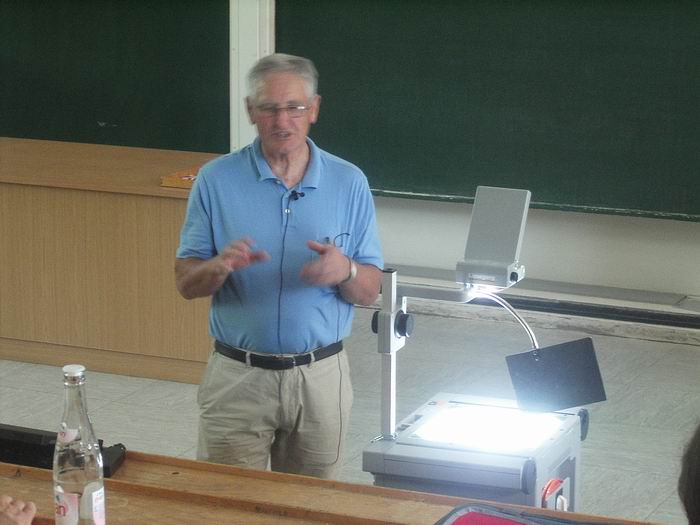
Roy Kerr

Roy Patrick Kerr (16 de mayo de 1934 - ) es un matemático neozelandés, famoso por haber encontrado en 1963 una solución exacta de la ecuación del campo de la relatividad general, aplicada a un agujero negro en rotación.

## Trayectoria
Las capacidades de Roy Kerr fueron reconocidas ya desde estudiante del Saint Andrew's College de Christchurch. Ingresó directamente al tercer año de Matemáticas del College de la Universidad de Nueva Zelanda que se convertiría luego en Universidad de Canterbury, donde se graduó en 1954. En 1955 ingresó en la Universidad de Cambridge donde obtuvo el doctorado en 1960 con una tesis sobre las ecuaciones de movimiento en la relatividad general.
Después de realizar una investigación postdoctoral en la Universidad de Syracuse con el colaborador de Einstein, Peter Bergmann, trabajó un corto período en la Base Wright-Patterson de la Fuerza Aérea de los Estados Unidos. Fue nombrado profesor de la Universidad de Austin (Texas), en 1962, donde logró la solución que le hizo célebre. En 1965, conjuntamente con Alfred Schild, introdujo el concepto de "Espaciotiempos de Kerr-Schild" o Métrica de Kerr-Schild. En 1971, retornó a la Universidad de Canterbury, donde además fue durante 10 años director del Departamento de Matemáticas y permaneció hasta su jubilación en 1993.
Fue galardonado en 1984 con la medalla Hughes, concedida por la Royal Society «por su destacada labor en la relatividad, especialmente por su descubrimiento del llamada agujero negro de Kerr, que ha sido muy influyente».
También recibió la medalla Hector en 1982, la medalla Rutherford en 1993 y el Premio Crafoord en 2016.

## La solución
La solución encontrada por Kerr describe el espacio-tiempo en la ergosfera o vecindad de los agujeros negros en rotación, a los que ahora se llama "agujeros negros de Kerr" y a la solución de la ecuación se le designa como «métrica de Kerr» o «solución de Kerr». La descripción de los agujeros negros en rotación representa una contribución destacada a la astrofísica, ya que se piensa que la mayoría de los agujeros negros están animados por un movimiento de rotación suficientemente importante para que este tenga una influencia directa sobre su medio ambiente inmediato. Aunque no sea posible observar directamente los agujeros negros, el estudio de los espectros de los discos de acrecimiento observados desde la Tierra, permite en principio determinar si el objeto central es efectivamente un agujero negro de Kerr. Algunas observaciones aún propensas a debates parecen confirmarlo.
El descubrimiento de la solución de Kerr fue decisivo para iniciar la que actualmente se denomina Edad de Oro Física de los Agujeros Negros, período de unos quince años que significó una considerable renovación y un incremento de la atención por la física de los agujeros negros, tras la demostración de su interés astrofísico.
La métrica de Kerr se presenta como la más importante solución exacta de todas las ecuaciones de la física. Subrahmanyan Chandrasekhar, Premio Nobel de Física en 1983, describe la solución de Kerr así:

Durante toda mi vida como científico, a lo largo de 45 años, mi más intensa experiencia fue comprobar que la solución exacta a las ecuaciones de la relatividad general de Einstein, descubierta por el matemático neozelandés Roy Kerr, proporciona una representación absolutamente exacta de la cantidad innumerable de agujeros negros que pueblan el universo. Este estremecimiento experimentado ante la belleza, este hecho increíble por el cual un descubrimiento, resultado de una investigación, después, con belleza matemática encuentra su reflejo exacto en la naturaleza, me persuade para afirmar que la belleza de la mente humana es tal, que responde con la mayor profundidad a lo más profundo.
Subrahmanyan Chandrasekhar